# Општина Папиу Илариан (Муреш)
Папиу Илариан (рум. Papiu Ilarian) општина је у Румунији у округу Муреш.
Oпштина се налази на надморској висини од 345 m.